# Julie M. Day
Julie M. Day (født 11. maj 1988 i København) er en dansk fantasyforfatter. Hun er inspireret af J.K. Rowling og J.R.R. Tolkien. og har udgivet tre bøger i serien Grænsen til Trafallas'.